# 眶暗虹灯鱼
眶暗虹灯鱼（学名：Bolinichthys pyrsobolus）为輻鰭魚綱燈籠魚目灯笼鱼科虹灯鱼属的鱼类。分布于东印度洋和西太平洋在北纬45°和南纬45°间等，属于深海鱼类，深度可達778公尺。该物种的模式产地在印度洋马德拉斯海。

## 扩展阅读
維基物種上的相關：眶暗虹灯鱼